# Desmos dumosus
Desmos dumosus är en kirimojaväxtart som först beskrevs av William Roxburgh och som fick sitt nu gällande namn av William Edwin Safford.
Desmos dumosus ingår i släktet Desmos och familjen kirimojaväxter. Utöver nominatformen finns också underarten Desmos dumosus glabrior.